# Garde républicaine algérienne
Pour les articles homonymes, voir Garde républicaine.
 (novembre 2019).
Si vous disposez d'ouvrages ou d'articles de référence ou si vous connaissez des sites web de qualité traitant du thème abordé ici, merci de compléter l'article en donnant les références utiles à sa vérifiabilité et en les liant à la section « Notes et références ».
La garde républicaine est une division de l'Armée nationale populaire algérienne qui assure des missions d'honneur et de sécurité au profit des plus hautes autorités de l'État.
Depuis janvier 2025, le commandant de la garde républicaine par intérim est le général major Taher Ayad.

## Histoire
La cavalerie au sein de l'armée algérienne a joué un rôle primordial dans l’histoire, notamment durant les guerres et les batailles contre les occupants ou armées étrangères. Ainsi, les historiens mentionnent que les troupes armées de l’époque des royaumes numides étaient notamment basées sur la cavalerie avec des cavaliers armés d'une épée ainsi que d'une arbalète pour le tir. Ce fut le cas pendant les différentes périodes historiques de l’Algérie, jusqu’aux résistances et aux révolutions populaires contre le colonialisme français où les chevaux représentaient la force transporteuse et frappante au sein des troupes de l'Émir Abdelkader, ces dernières étant composées de soldats d’infanterie, de canonniers et de cavaliers.
La création du premier noyau de la garde républicaine remonte aux premiers jours de l’indépendance avec l'intégration de la musique et de la cavalerie. 
La garde républicaine a connu un développement structurel et organisationnel, afin de s'adapter au maximum aux missions qui lui sont confiées.
La garde républicaine a donc commencé par un groupe de cavaliers qui étaient originaires d'El Eulma dans la wilaya de Sétif constituant ainsi le premier noyau de la garde républicaine.
De 1969 à 1973, la garde républicaine qui n'était qu'un groupe, a pris l'appellation de « 1re compagnie d'honneur ».
Elle a ensuite été rejointe par la formation de musique militaire, et la compagnie d’honneur, puis par trois escadrons d'unités d’intervention de la gendarmerie nationale, formant donc le 1er Bataillon d’intervention blindé.
L’ensemble de cette organisation avait pour appellation Groupement de Gendarmerie de la Réserve ministérielle (GGRM).
1971 fut l'année de l'intégration des troupes d'infanterie, notamment avec la naissance de l'unité d'infanterie mécanisée.
Un an plus tard, en 1972, lors des festivités des 10 ans de l'indépendance, le GGRM est officiellement devenu la garde républicaine, ce qui a entraîné une augmentation de ses missions, avec notamment la protection du siège de la Présidence de la République et de ses annexes. La garde républicaine est donc devenue une entité officielle de l'État algérien.
De 1973 à 2006, la garde républicaine possédait deux bataillons, l'un situé à Dar El Beïda et l'autre à Zéralda, tous deux situés dans la wilaya d'Alger. Le bataillon d’infanterie portée fut créé durant cette même période.
Depuis le 3 octobre 2006, la garde républicaine est un commandement de force, placé sous l'autorité directe du président de la République.
La garde républicaine fut donc naturellement intégrée au sein de l'armée nationale populaire comme étant un corps d'arme à part entière.
En juin 2024, deux généraux et trois colonels de la garde républicaine sont arrêtés à la demande du général Saïd Chengriha. Pour le journaliste Nicolas Beau, il s'agit d'un « nouveau témoignage des luttes intestines qui se poursuivent au sein de l’institution militaire ».
En janvier 2025, Saïd Chanegriha, ministre délégué auprès du ministre de la Défense nationale, Chef d’Etat-Major de l’Armée nationale populaire (ANP), préside la cérémonie d’installation du Général-major Tahar Ayad en tant que Commandant de la Garde Républicaine par intérim en remplacement du Général d’Armée Ben Ali Ben Ali.

## Organisation
La garde républicaine possède :
- Un Commandement ;
- Un État- Major ;

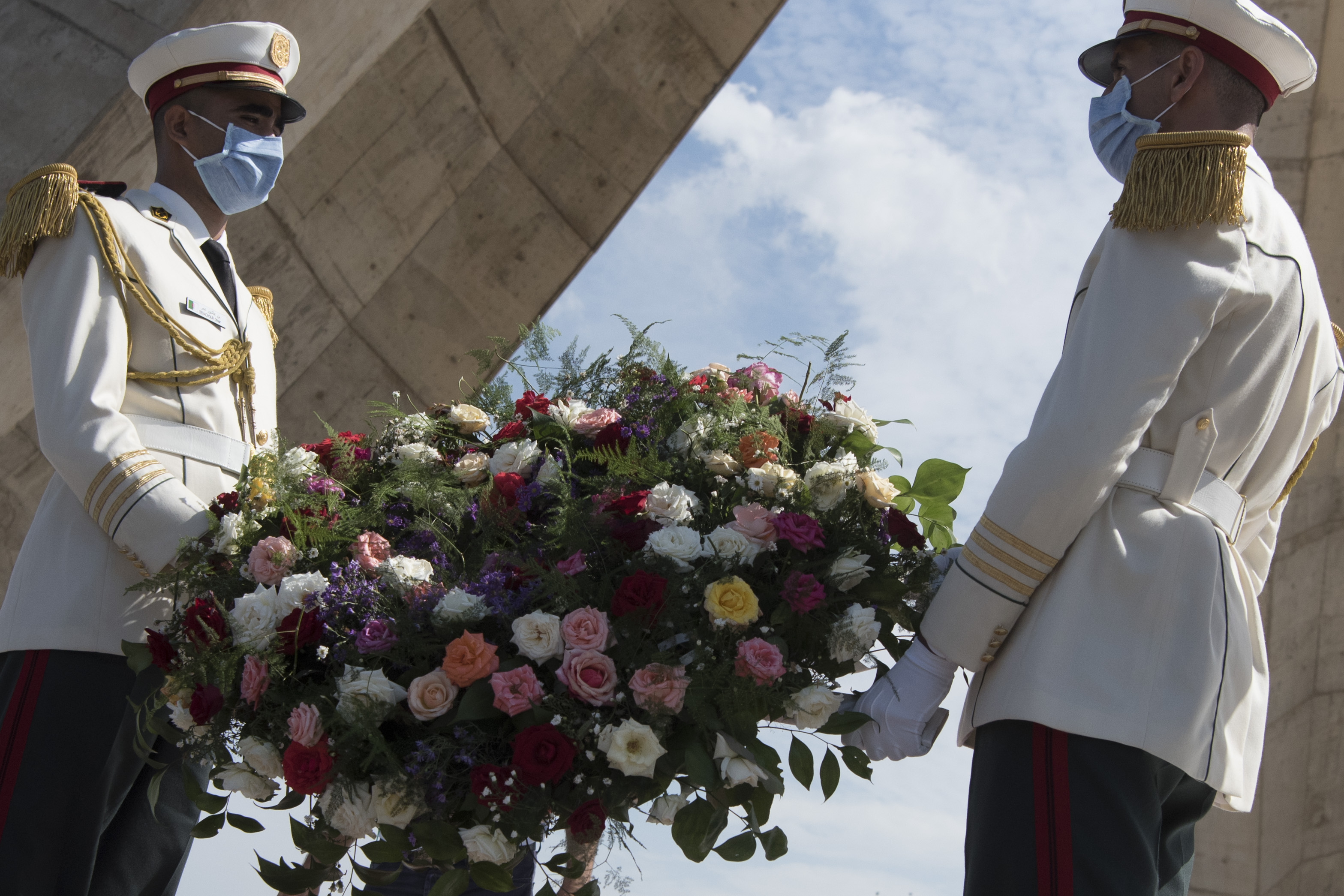
Deux officiers posent une gerbe de fleurs au Mémorial du martyr à la mémoire des martyres.

- Des services administratifs et techniques ;
- Des unités de garde et de protection, d’intervention, d’escorte et de parade, ainsi que des unités de soutien ;
- Des établissements de formation ;
- Des établissements spécifiques.

De plus la garde républicaine possède plusieurs types de régiments allant des régiments de parades, de protection, d'escorte jusqu'à l'intervention.
Elle possède également un régiment de forces spéciales, le régiment d'intervention spécial (RSI).
Les régiments de la garde républicaine sont :
- Le 1er Régiment de parade ;
- Le 11e Régiment de cavalerie et d’escorte ;
- Le 2e Régiment de garde et de protection ;
- Le 5e Régiment de garde et de protection ;
- Le 56e Régiment de garde et de protection ;
- Le 3e Régiment motorisé d'Intervention ;
- Le 4e Régiment motorisé d'Intervention ;
- Le 47e Régiment motorisé d'Intervention ;
- Le régiment spécial d'intervention (RSI) ;
- La direction générale de la Sécurité et de la Protection présidentielle (DGSPP).

## Missions

### Missions d'honneur

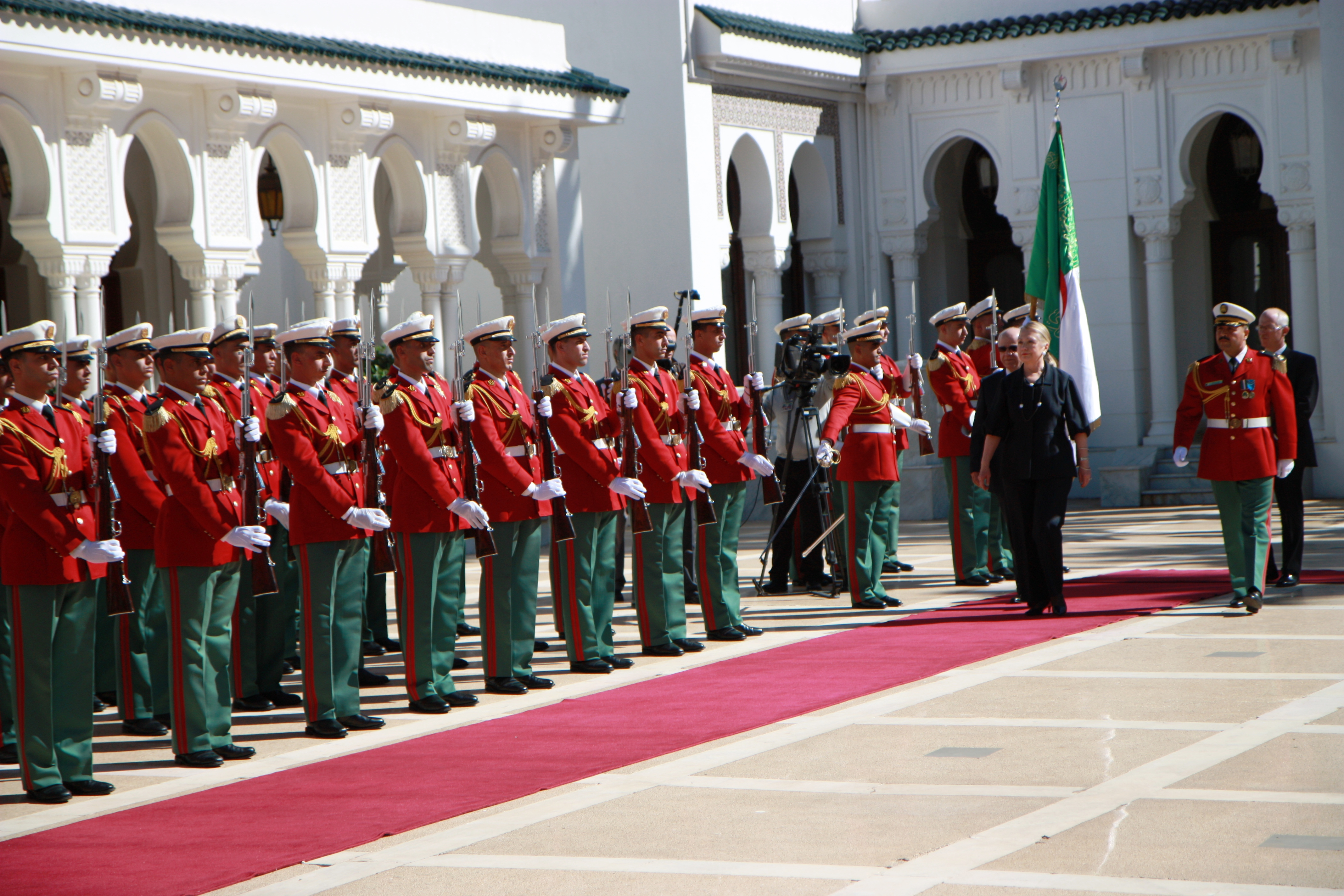
La garde républicaine rend les honneurs à Hillary Clinton en octobre 2012.

Les honneurs sont rendus par le régiment de cavalerie et les régiments d'infanterie. La mission des régiments d'infanterie est de rendre les honneurs et de veiller à la sécurité du palais ainsi qu'à celle du président.

### Missions de sécurité des régiments d'infanterie
- La sécurité du palais d'El Mouradia, la mission principale est d'assurer la sécurité du Président ainsi que des invités, collaborateurs et autres au sein du palais
- Assurer la garde, ainsi que la protection et la défense des édifices et des lieux relevant de la Présidence de la République
- Assurer l’exécution des services d’escorte et de parade du Président de la République

### Missions culturelles, de formation ou de coopération
La Garde républicaine met en œuvre ses formations lors de manifestations en Algérie et à l'étranger. Elle dispose notamment d'une formation musicale de l'orchestre symphonique.
La Garde contribue aussi aux missions dites de rayonnement de l'Algérie par la coopération internationale :
- la participation aux festivités nationales et religieuses sous le patronage du président de la République[4] ;
- participation aux festivités équestres et musicales nationales et internationales.

## Formations spéciales de la Garde républicaine

### Formations spéciales de l'infanterie
La garde républicaine est dotée d'un régiment de forces spéciales, le Régiment spécial d'intervention.
Il est l'équivalent du DSI de la gendarmerie algérienne mais au sein de la garde républicaine.

## Moyens

### Armement
Seuls les hommes du RSI, de la DGSPP et les régiments motorisés d'intervention sont armées.
- AKM
- AKMS
- HK G36
- HK MP5
- Glock 17
- RPG 7
- SVD
- Zastava M93

### Tenues

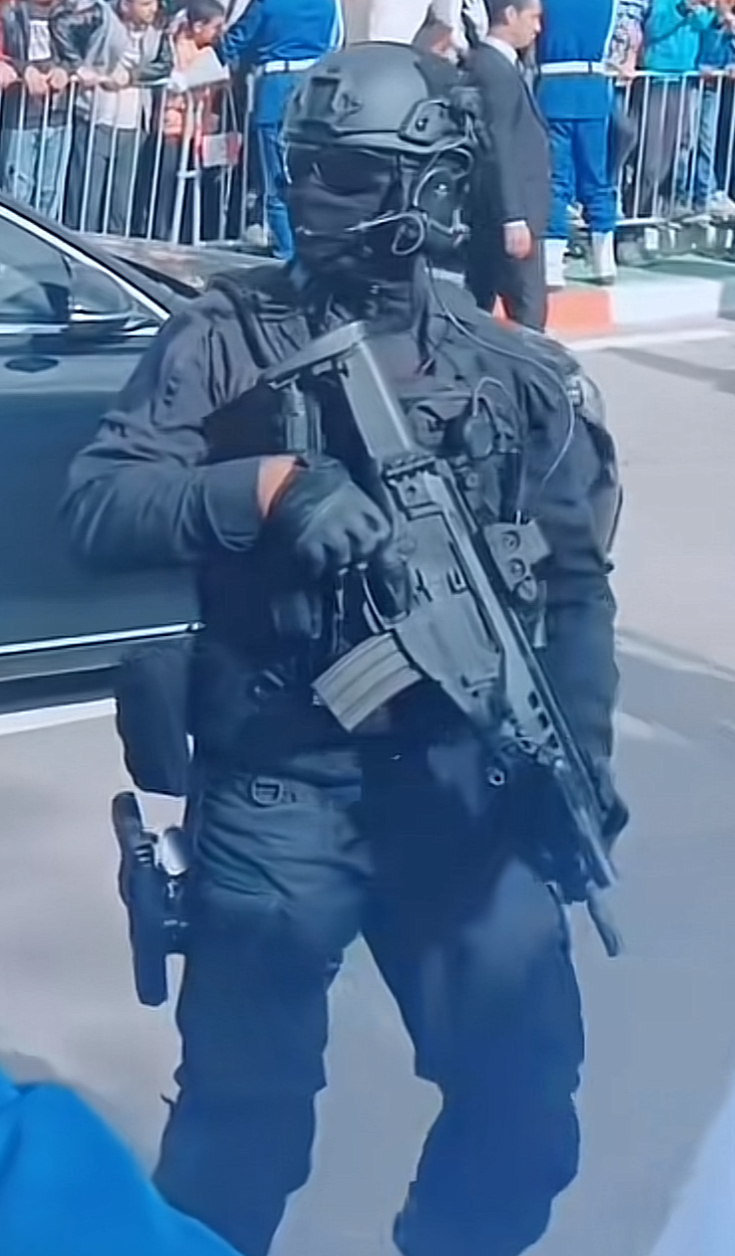
la garde présidentielle (DGSPP) algérienne avec un Beretta ARX 160 à djelfa le 29 octobre 2023

Selon chaque unité les tenues changent, les unités d'interventions sont en treillis (à part la DGSPP où les membres sont en combinaison noire ou en costume), le reste des unités sont en tenue traditionnelle ou en tenue de sortie blanc et gris (auparavant vert et rouge).

## Commandants de la garde républicaine
- Général major Makhlouf Dib (1979-2000)
- Général major Ali Djemai (2000-2005)
- Général Layachi Grid (2005-2008)
- Général major Abdelghani Hamel (2008-2010)
- Général major Ahmed Moulay Melliani (2010-2015)
- Général d'armée Benali Benali[5]  (2015-2025)
- Général major Taher Ayan (depuis 2025) intérim